# Кэмпбелл, Элла Орр
Э́лла Орр Кэ́мпбелл (англ. Ella Orr Campbell; 28 октября 1910, Данидин — 24 июля 2003, Палмерстон-Норт) — новозеландская ботаник. Считалась экспертом по мохообразным; опубликовала около 130 работ по печёночным мхам, антоцеротовидным, орхидным и водно-болотным угодьям. Первая женщина-преподаватель Сельскохозяйственного колледжа Мэсси (ныне — Университет Мэсси).

## Биография
Элла Кэмпбелл родилась 28 октября 1910 года в городе Данидин (Отаго, Новая Зеландия). Отец — Орр Кэмпбелл, строительный подрядчик, мать — Агнес Кэмпбелл (до брака — Кайндер), фармацевт. Тётя Эллы Кэмпбелл (сестра матери), Джейн, была врачом, и стала одной из первых женщин в стране, получивших врачебную степень. В некоторой степени на выбор будущей профессии девушки повлияло то, что другом их семьи была ботаник Хелен Киркленд Далримпл.
Элла окончила Старшую школу Отаго для девочек, потом двухлетние преподавательские курсы в Данидине (получила диплом преподавателя в 1930 году) и поступила в Университет Отаго. Училась на факультете ботаники под руководством священника и ботаника Джона Эрнеста Холлоуэя. В 1934 году успешно окончила обучение и получила диплом ботаника, после чего Кэмпбелл стала помощником лектора в столичном Университете Виктории. В 1936 году свет увидела её первая работа, The embryo and stelar development of Histiopteris incisa, опубликованная в журнале Transactions and Proceedings of the Royal Society of New Zealand, и в этом же году она вернулась в альма-матер, где стала работать параллельно со своим бывшим научным руководителем, Холлоуэем. Здесь Кэмпбелл проработала до 1944 года, когда Холлоуэй ушёл на пенсию.
В студенческие годы Кэмпбелл серьёзно занималась хоккеем на траве и трижды выигрывала университетские награды Blue — в 1931, 1933 и 1934 годах. В зрелые года занималась тренерством по этому виду спорта.
Кэмпбелл знала несколько иностранных языков, в том числе немецкий язык, и однажды выступила на нём с речью в берлинском Ботаническом саду, поздравляя это заведение с 300-летием. В марте 1945 года она стала первой женщиной-преподавателем Сельскохозяйственного колледжа Мэсси (ныне — Университет Мэсси), где читала лекции по морфологии и анатомии растений; организовывала и проводила образовательные походы (Field trip) в посёлок Химатанги-Бич, на остров Капити, в национальный парк Тонгариро. Вплоть до 1963 года Кэмпбелл оставалась единственной женщиной-преподавателем в этом вузе. В то время Кэмпбелл занималась исследованием микоризы и талломов. Она путешествовала в Англию (Кембриджский университет), Сингапур, Индию, Непал, Австралию, Малайзию, Японию, США и Канаду.
В 1976 году Университет Отаго присвоил Кэмпбелл учёную степень «доктор науки», и в том же году 66-летняя Кэмпбелл окончила преподавательскую деятельность, уйдя на пенсию, но вплоть до 90-летнего возраста продолжала свои исследования и публикацию новых работ.
В 1978 году Кэмпбелл сделала открытие, что хвощ полевой, растущий в питомниках Палмерстон-Норта, является инвазионным видом, а не декоративным растением, как считалось раньше.
В 1980 году у Кэмпбелл был диагностирован рак молочной железы, и она подверглась мастэктомии.
После выхода на пенсию основным объектом исследования Кэмпбелл стали метцгериевые и маршанциевые.
Кэмпбелл была соосновательницей «Общества орхидей Манауату», судьёй «Совета орхидей Новой Зеландии» с 1978 по 2002 год, членом Новозеландского ботанического общества, почётным пожизненным членом организации «Сороптимист» (президент филиала этой организации в Палмерстон-Норт), членом Совета «Новозеландские женщины и хоккей на траве», членом Королевского новозеландского института садоводства (с 1976).
В июне 2001 года 90-летняя Элла Орр Кэмпбелл переехала из своего дома в дом престарелых, где и скончалась 24 июля 2003 года в городе Палмерстон-Норт (Манавату-Уангануи, Новая Зеландия). Похоронена на кладбище Андерсонс-Бэй.
Элла Кэмпбелл никогда не была замужем и у неё не было детей.
Стандартное обозначение имени, которое используется при цитировании научных (латинских) биноминальных названий растений, описанных Эллой Орр Кэмпбелл — E.O.Campb.

## Награды и признание
- 1976 — «доктор науки[англ.]» от Университета Отаго.
- 1992 — медаль Мэсси[англ.] от Университета Мэсси[5].
- 1997 — орден Заслуг[5].
- 2003, 4 апреля — гербарий Университета Мэсси, один из крупнейших в стране, официально назван в честь Эллы Кэмпбелл[5].

## Некоторые труды
- 1936 — The embryo and stelar development of Histiopteris incisa[англ.] (первая опубликованная работа Кэмпбелл)
- 1954 — Agricultural Botany (в соавторстве с Дж. С. Йейтсом; книга переиздавалась в 1960, 1968 и 1997 годах)[9]
- Mycorrhizal associations of New Zealand's achlorophyllous mycotrophic terrestrial orchids, Gastrodia cunninghamii, G. aff. sesamoides, G. minor, Molloybas cryptanthus and Danhatchia[англ.] australis (работа получила широкое международное признание)[10]